# Antonio Blázquez y Delgado-Aguilera
Antonio Blázquez y Delgado-Aguilera (Almadén del Azogue (Ciudad Real), 2 de marzo de 1859 - Madrid, 14 de febrero de 1950), geógrafo, historiador y bibliógrafo español. Antonio Blázquez, junto a Salvador García Dacarrete y Abelardo Merino Álvarez, son tres referentes de la intelectualidad local de Ávila de origen militar.

## Biografía
Excelente estudiante, con tan solo quince años, aprovechando la libertad de enseñanza decretada obtiene en octubre de 1873 el título de bachiller en artes y posteriormente amplía sus conocimientos en Filosofía, Literatura y Geografía en la Universidad Central y en la Academia de Administración Militar de Ávila, de la que posteriormente será profesor. A los 22 años fue destinado como profesor de Geografía en la Escuela Superior de Guerra, obteniendo por ascenso el grado de capitán en 1893. Dirigió la Escuela de Artes y Oficios de Ávila y fue profesor en la de Enseñanza de la Mujer en Madrid. Ejerció la profesión de subintendente militar de segunda clase y más tarde de intendente de división, y se retiró con el grado de general. 
En cuanto a su carrera como geógrafo, fue discípulo de Rafael Torres Campos, próximo a la Institución Libre de Enseñanza e impulsor de los estudios geográficos desde la normal Central de Maestras, que era además secretario general de la Real Sociedad Geográfica. Blázquez fue bibliotecario permanente de la Sociedad Geográfica y profesor de Geografía en la Escuela Superior de Guerra. En 1904 fue nombrado representante, junto con Emilio Bonelli, Ignacio Arce y Ricardo Beltrán en las Comisiones permanentes de la Unión Iberoamericana nacida en 1880. Académico de la Historia electo el 23 de octubre de 1908, tomó posesión el 16 de mayo de 1909. Participó en el Congreso Geográfico Hispano-Portugués-Americano de 1892 con un trabajo sobre las exploraciones y estudios geográficos realizados en América (su contribución fue "Modernas exploraciones y estudios geológicos y geográficos en México y en la América central y meridional"). Del mismo modo, también tomó parte en los Congresos Internacionales de Geografía e Historia iberoamericana celebrados en Sevilla en 1914 (conmemorativo del IV centenario del descubrimiento del Pacífico por Vasco Núñez de Balboa) y en 1921 (conmemorativo del paso del estrecho Magallanes -1520-, el descubrimiento de las islas Marianas y Filipinas -1521- y la llegada a Sanlúcar de Juan Sebastián Elcano -1522). En este último impartió una de las tres ponencias plenarias que sirvieron de base para las posteriores discusiones: “Tres relaciones de tierra y descubrimientos del S. XV”.
Miembro honorario de la Sociedad Geográfica de Lima. Premio Fomard en el concurso internacional de la Sociedad Geográfica de París por sus estudios de Geografía Histórica. Comendador de la Orden de Carlos III, poseía además varias otras cruces pensionadas del mérito militar. Compró en 1897 el Castillo de Mairena a los acreedores del decimosegundo duque de Osuna, Mariano Téllez-Girón y Beaufort Spontin, y lo revendió luego a su amigo, el historiador, arqueólogo y pintor inglés Jorge Bonsor (George Edgard Bonsor Saint Martin) en 1902, quien lo transformó en un museo para sus colecciones. Investigó fundamentalmente en dos disciplinas, la Geografía Histórica y la Historia de la Cartografía. Políticamente conservador, durante la Guerra Civil se declaró franquista y esto le permitió ser académico y miembro del Instituto de España.
Editó la Ora marítima de Avieno, revitalizando con esta obra el importante problema de la ubicación de Tartessos, y varias obras de Alonso de Santa Cruz. Escribió numerosos artículos sobre la historia de la Geografía y Cartografía españolas, en particular de los períodos medieval e imperial, estudiando la cartografía de España en los mapas y descripciones topográficas antiguas de Orosio, Isidoro de Sevilla, Beato de Liébana, mapas árabes y portulanos. Con el fin de interpretar estos materiales estudió la longitud de las millas y leguas romanas y llegó a la conclusión de que tales medidas diferían de provincia a provincia. Es de particular interés su estudio de los mapas de España del siglo XVI. Investigó además el itinerario de Antonino Pío y la Descripción de España de Al Idrisi. También dedicó parte de su labor al estudio de su provincia natal: escribió una Historia de Ciudad Real (Ávila, 1898) donde cuestiona que el yacimiento localizado en Alarcos se pueda identificar con Laccuris y sugiere la existencia de otra ciudad Alarcuris que, esta sí, podría corresponderse con Alarcos. Tradujo, adaptó y amplió los tres volúmenes del Curso de geografía de Paul Vidal de la Blache y Pierre Camena d'Almeida. Claudio Sánchez Albornoz le ayudó a estudiar las vías romanas del norte de la península ibérica, trabajo que publicó como Reconocimiento de algunas vías romanas del valle del Duero: memoria de los resultados obtenidos en los viajes y excavaciones practicadas en el año 1915, Madrid: Imp. de la "Revista de Arch., Bibl. y Museos", 1916.
Blázquez formó parte del selecto grupo de los historiadores-geógrafos de su época junto a Ricardo Beltrán y Rózpide, Ángel Altolaguirre y Duvale, Jerónimo Becker y Abelardo Merino Álvarez, miembros de la Real Sociedad Geográfica y la Real Academia de la Historia.

## Obras

### Historia, Geografía, Cartografía y Bibliografía
- Historia de la Cartografía española en la Edad Media, Madrid, 1906.
- La hitación de Wamba: Estudio histórico geográfico. Madrid, imprenta de Eduardo Arias, 1907.
- Historia de la provincia de Ciudad Real, Ávila, 1898.
- La Mancha en tiempo de Cervantes. Conferencia leída el 3 de mayo de 1905 en la velada que la Real Sociedad Geográfica dedicó a conmemorar la publicación del Quijote de la Mancha. Madrid: Imprenta de Artillería, 1905; hay 2.ª ed.: El Escorial: Imp. del Real Monasterio, 1928.
- Los manuscritos de los Comentarios al Apocalipsis de San Juan, por Beato de Liébana. Madrid, 1906.
- El itinerario de Fernando Colón y las relaciones topográficas, Madrid, 1904.
- Historia de la Administración militar, Madrid: Impr. del Cuerpo Administrativo del Ejército, 1897.
- Guía de Avila: ó descripción de sus monumentos Ávila, 1896.
- Elementos de Estadística Ávila, 1896.
- Apuntes de geografía económica de España Ávila: [Academia?], [188-?]
- Apuntes para la Historia de la provincia de Ciudad Real Ciudad Real: Imp. del Hospicio, 1888.
- La descripción de las costas de España por Pedro Teixeira Albernas en 1603 [i.e. 1630], Madrid, 1909 (Imp. de la Revista de Arch., Bibl. y Museos).
- Península Ibérica, Barcelona: Sucesores de Juan Gili, 1921
- Grecia: estudio geográfico-militar, Madrid, imprenta de Pedro Abienzo, 1878.
- España y Portugal, Barcelona: herederos de Juan Gili, editores, 1914
- Bosquejo histórico de la administración militar española Madrid: 1885 y 1891.
- Elogio de Don Pelayo, Obispo de Oviedo é historiador de España. Discurso por D..., individuo de número de la Real Academia de la Historia, leído en Junta Pública del 12 de junio de 1910. Madrid: Establecimiento Tipográfico de Fortanet, 1910.
- Historia administrativa de las principales campañas modernas Madrid, 1892.
- Juicio histórico crítico sobre el fatricidio de Pedro I de Castilla en los campos de Montiel Ciudad Real: Imprenta del Comercio de L. Vera, 1889.
- Exploraciones en las vías romanas de Bergido a Asturica, y de Cataluña, Valencia y Jaen Madrid: Tip. de la Rev. de Arch., Bibliot. y Museos, 1925.
- La milla romana, Madrid, 1896.
- Vía romana de Tánger a Cartago, Madrid, 1902.
- Vías Romanas de Valle del Duero y Castilla la Nueva. Memoria de los resultados obtenidos en las exploraciones y excavaciones practicadas en el año 1916, redactadas por los Delegados Directores, Exxmo. Sr. D... y D. Claudio Sánchez Albornoz… Memoria de la Junta Superior de Excavaciones y Antigüedades. Campaña de 1916. Madrid, Tipografía de la Revista de Archivos, 1917.
- Vías romanas de Briviesca a Pamplona y de Briviesca a Zaragoza. Memoria de los resultados obtenidos en las exploraciones y excavaciones practicadas en el año 1916, redactadas por D. – y D. Claudio Sánchez Albornoz… Memorias de la Junta Superior de Excavaciones y Antigüedades.- campaña de 1917.
- Vías romanas de Boroa a Mérida.- Mérida a Salamanca.- Arriaca a Sigüenza.- Segovia a Titulcia y Zaragoza al Bearne. Memoria de los resultados obtenidos en las exploraciones y excavaciones practicadas en el año 1918 por D. - y D. Claudio Sánchez Albornoz… Memorias de la Junta Superior de Excavaciones y Antigüedades.- Campaña de 1918. Madrid, Junta Superior de Excavaciones y Antigüedades, 1920
- Vías Romanas de Albacete a Titulcia, de Aranjuez a Toledo, y de Ayamonte a Mérida. Memoria de los resultados obtenidos en los viajes y excavaciones practicados en 1920 y 1921 redactadas por D. _ y D. Ángel Blázquez y Jiménez….Memorias de la Junta Superior de Excavaciones y Antigüedades.- Campaña de 1920-21.
- Vías de Sigüenza a Zaragoza, de Alhambra a Zaragoza, de Bierzo a Lugo, de Lugo a Betanzos, de Betanzos a Padrón y de Padrón a Lugo. Memoria de los resultados obtenidos en las exploraciones y excavaciones practicadas en 1921-22, redactadas por D._ y D. Ángel Blázquez y Jiménez… Memorias de la Junta Superior de Excavaciones y Antigüedades.- Campaña de 1921-22. Madrid: Imp. Rev.de Arch. Bibl. y Museos, 1923.
- Vías romanas de Sevilla a Córdoba por Antequera, de Córdoba a Cástulo por El Carpio, de Fuente la Higuera a Cartagena, a Cástulo. Memoria de los resultados obtenidos en las exploraciones y excavaciones practicadas en 1922-23 redactadas por D._ y D. Angel Blázquez y Jiménez… Memorias de la Junta Superior de Excavaciones y Antigüedades.- Campaña de 1922-23
- Exploraciones en las vías romanas de Bergido a Artúrica y de Cataluña, Valencia y Jaén. Memorias redactadas por D. _ y D. Ángel Blázquez y Jiménez… Memorias de la Junta Superior de Excavaciones y Antigüedades.- Campaña de 1923-24.
- Vías Romanas de Carrión a Astorga y de Mérida a Toledo. Excavaciones practicadas en Lancia. Memoria de los resultados obtenidos en los viajes y excavaciones practicados en 1919 y en los meses de enero a marzo de 1920, redactada por D. Angel Blázquez y Jiménez bajo la dirección del Excelentísimo Sr. D. -...- Memoria de la Junta Superior de Excavaciones y Antigüedades.- Campaña de 1919.
- Lucha por la verdad. Calzada romana de Astorga a Pamplona. La Coruña: Imprenta del "Noroeste", 1930.
- Reconocimiento de algunas vías romanas del valle del Duero: memoria de los resultados obtenidos en los viajes y excavaciones practicadas en el año 1915, Madrid: Imp. de la "Revista de Arch., Bibl. y Museos", 1916.
- Nuevo estudio sobre el itinerario de Antonino, Madrid, 1892.
- El clima de España, Conferencia, Madrid, 1891.
- Geografía económico-militar de Europa (menos la península ibérica) y del Imperio de Marruecos Ávila: Tip. Magdaleno y Sarachaga, 1890.
- Península Ibérica Barcelona: Sucesores de Juan Gili, 1921
- Estudios de historia y crítica medioevales... Madrid: Real Monasterio de El Escorial, 1925.
- Estudios geográfico-históricos de Marruecos Madrid, 1913
- Prehistoria de la región norte de Marruecos Madrid: Colegio de Huérfanos de Intendencia é Intervención Militares, 1913.
- Las Casitérides y el comercio del estaño en la Antigüedad, Madrid: Patronato de Huérfanos, 1915.
- Las costas de Marruecos en la Antigüedad. Madrid, 1921.
- Geografía de España en el siglo XVI. Discursos leídos ante la Real Academia de la Historia Madrid: Establecimiento Tipográfico de Fortanet, 1909.

### Biografías y biobibliografías
- Apuntes para las biografías de hijos ilustres de la provincia de Ciudad Real: precedidos del catálogo de los libros que se ocupan de su territorio e historia, y seguidos de un índice de las obras consultadas. Ávila: Impreso en la Casa Magdaleno y Sarachaga, 1888.
- El adelantado Diego de Almagro: paralelo entre este ilustre manchego y Francisco Pizarro, Ciudad Real: Establecimiento tipográfico Provincial, 1898.
- Biografía de Diego de Almagro, Ciudad Real, 1899.

### Ediciones
- Avieno: Ora maritima. Edición crítica y estudio geográfico. Madrid, 1923.
- Edición de Alonso de Santa Cruz, Libro de las longitudes y manera que hasta agora se ha tenido en el arte de navegar, con sus demostraciones y ejemplos, dirigido al muy alto y muy poderoso Señor Don Philipe II de este nombre rey de España, Sevilla: Publicaciones del Centro Oficial de Estudios Americanistas, 1921
- Edición, junto con Ricardo Beltrán y Rózpide, de Alonso de Santa Cruz, Crónica del Emperador Carlos V Madrid: Real Academia de la Historia, 1920-1925, 5 vols.
- Descripción de España por Abu-Abd-Allá Mohamed al Edrisi, Madrid, 1901.
- Romancero de la provincia de Ciudad Real, Ciudad Real, 1888.
- Descripción de Iberia de Estrabón. Madrid, 1900.

### Traducciones
- Paul Vidal de la Blache y Pierre Camena d'Almeida, Curso de geografía adaptado a las necesidades de España y América. Barcelona: Ed. Juan Gili, 1913-1916, 6 vols., con numerosos grabados.